# Tornatina conspicua
Tornatina conspicua is een slakkensoort uit de familie van de Cylichnidae. De wetenschappelijke naam van de soort is voor het eerst geldig gepubliceerd in 1908 door Preston.